# 14966 Jurijvega
14966 Jurijvega este un asteroid din centura principală de asteroizi.

## Descriere
14966 Jurijvega este un asteroid din centura principală de asteroizi. A fost descoperit pe 30 iulie 1997 la Črni Vrh de H. Mikuz. El prezintă o orbită caracterizată de o semiaxă mare de 2,29 ua, o excentricitate de 0,21 și o înclinație de 8,8° în raport cu ecliptica.